# Rivière Canet
Rivière Canet är ett vattendrag i Kanada.   Det ligger i provinsen Québec, i den östra delen av landet, 500 km norr om huvudstaden Ottawa. Rivière Canet ligger vid sjön Lac Matagami.
I omgivningarna runt Rivière Canet växer i huvudsak blandskog. Trakten runt Rivière Canet är nära nog obefolkad, med mindre än två invånare per kvadratkilometer.